# Chos Malal megye
Chos Malal egy megye Argentína nyugati részén, Neuquén tartományban. Székhelye Chos Malal.

## Népesség
A megye népessége a közelmúltban a következőképpen változott:
| Év   | Lakosság |
| ---- | -------- |
| 2001 | 13 997   |
| 2010 | 15 256   |